# PKF International
PKF International — глобальная сеть фирм. 224 независимых компаний, входящие в сеть, работают под брендом PKF в 150 странах в 5 регионах. В PKF International работают 20 000 специалистов, и на 2024 год она занимает 14-е место в рейтинге международных бухгалтерских сетей по версии International Accounting Bullet.

## История
Pannell Kerr Forster была основана в 1969 году, когда четыре бухгалтерские фирмы из Австралии (Wilson, Bishop, Bowes & Craig), Канады (Campbell, Sharp, Nash & Field), Великобритании (Pannell Fitzpatrick & Co) и США (Harris, Kerr, Forster & Co) объединились для создания международной ассоциации.
В 1980 году фирмы-члены решили использовать Pannell Kerr Forster в качестве своего общего фирменного знака для создания международного бухгалтерского бренда. В 2000 году фирмы-члены решили сократить свое название до PKF. Фирмы-члены в настоящее время используют это название на своих внутренних рынках или добавляют PKF в качестве префикса к существующему названию фирмы.
По состоянию на январь 2011 года в международных фирмах-членах PKF работало более 21 000 сотрудников.
В 2013 году ассоциированная фирма PKF в Великобритании перешла на сторону BDO после падения доходов и сокращения персонала.

## Критика и скандалы
В 2016 году ассоциированная фирма PKF в Гонконге была заблокирована Советом по надзору за бухгалтерским учетом публичных компаний на три года из-за отказ сотрудничать с проверкой.